# Dolly Sisters (film)
Dolly Sisters (eng: The Dolly Sisters) är en amerikansk biografisk film i Technicolor från 1945 i regi av Irving Cummings. Filmen handlar om Dolly Sisters, identiska tvillingar som blev kända artister på Broadway och i Europa i början av 1900-talet. I huvudrollerna som de ungerskfödda systrarna Jenny och Rosie Dolly ses Betty Grable (Jenny) och June Haver (Rosie), i rollen som Jenny Dollys make Harry Fox ses John Payne.

## Rollista i urval
- Betty Grable - Yansci "Jenny" Dolly
- John Payne - Harry Fox
- June Haver - Rozsika "Rosie" Dolly
- S.Z. Sakall - farbror "Latsie" (smeknamn för László)
- Reginald Gardiner - Tony, hertigen av Breck
- Frank Latimore - Irving Netcher
- Gene Sheldon - Professor Winnup, sältränare
- Sig Ruman - Ignatz Tsimmis
- Trudy Marshall - Lenora Baldwin
- Robert Middlemass - Oscar Hammerstein
- Collette Lyons - Flo Daly
- André Charlot - Monsieur Philippe
- Ricki Van Dusen - Mlle. Polaire
- Mary Currier - Hammersteins sekreterare
- Mae Marsh - Annie
- Sam Garrett - Will Rogers
- Cathy Downs - Ms. Mascara
- Eddie Kane - Sam Harris
- Paul Hurst - Tim Dowling
- Evon Thomas - Jenny som barn
- Donna Jo Gribble - Rosie som barn
- Elmer - Elmer the Seal

## Musik i filmen i urval
- "The Vamp", skriven av: Byron Gay, framförd av: Betty Grable och June Haver
- "I Can't Begin to Tell You", musik av: James V. Monaco, text av: Mack Gordon, framförd av: John Payne samt av John Payne, Betty Grable och June Haver
- "Give Me the Moonlight, Give Me the Girl", musik av: Albert von Tilzer, text av: Lew Brown, framförd av: Betty Grable, John Payne och kör
- "We Have Been Around", musik av: Charles Henderson, text av: Mack Gordon, framförd av: Betty Grable och June Haver
- "Carolina in the Morning", musik av: Walter Donaldson, text av: Gus Kahn, framförd av: Betty Grable och June Haver
- "Don't Be Too Old Fashioned (Old Fashioned Girl)", musik av: Charles Henderson, text av: Mack Gordon, framförd av: Betty Grable och June Haver
- "Powder, Lipstick and Rouge",  musik av: Harry Revel, text av: Mack Gordon, framförd av: Betty Grable, June Haver och showgirls
- "I'm Always Chasing Rainbows", musik av: Harry Carroll, text av: Joseph McCarthy, framförd av: John Payne och Betty Grable
- "The Darktown Strutters' Ball", skriven av: Shelton Brooks, framförd av: Betty Grable, June Haver och showgirls
- "Pack Up Your Troubles in Your Old Kit Bag and Smile, Smile, Smile!", musik av: Felix Powell, text av: George Asaf, framförd av: soldater på järnvägsstation